# (100019) Gregorianik
(100019) Gregorianik (1989 UO7) – planetoida z pasa głównego asteroid okrążająca Słońce w ciągu 4,03 lat w średniej odległości 2,53 j.a. Odkryta 23 października 1989 roku.